# 1950 في الولايات المتحدة
فيما يلي قوائم الأحداث التي وقعت خلال عام 1950 في الولايات المتحدة.

## أحداث
- 23 يونيو – خطوط نورث ويست الجوية الرحلة 2501

## سياسة

### تعيين في المنصب
- 21 سبتمبر – جورج مارشال وزير الدفاع الأمريكي.
- 7 أكتوبر – والتر سميث مدير الاستخبارات المركزية.
- 4 ديسمبر – ريتشارد نيكسون عضو مجلس الشيوخ الأمريكي.

### انتهاء فترة المنصب
- 1 يناير – روبرت بيرد عضو مجلس مندوبي فرجينيا الغربية ‏.
- 1 يناير – كلارك كليفورد مستشار البيت الأبيض [الإنجليزية]‏.
- 16 يناير – إرنست جورج جيبسون حاكم فيرمونت [الإنجليزية]‏.
- 19 سبتمبر – لويس أيه جونسون وزير الدفاع الأمريكي.
- 1 ديسمبر – ريتشارد نيكسون عضو مجلس النواب الأمريكي.
- 18 ديسمبر – إدوارد إل يهي مجلس الشيوخ الأمريكي.

## رياضة
- 30 مايو – إنديانابوليس 500 سنة 1950

## ظهور
- 1 يناير – الأميرة النائمة
- 1 يناير – بوب نوع من الموسيقى الشهيرة نشأ شكله الحديث في أواخر خمسينيات القرن العشرين وهو مُشتق من الروك أند رول.
- 1 يناير – جاز روك
- 1 يناير – روكابيلي
- 1 يناير – صلصة الرانش
- 1 يناير – موسيقى الروك
- 1 يناير – موسيقى فلكلورية
- 2 أكتوبر – بينوتس

## أفلام
من الأفلام التي صدرت هذه السنة في الولايات المتحدة:
- 1 يناير – آني تأخذ سلاحك من إخراج بسبي بيركلي، تشارلز والترز [الإنجليزية]‏، جورج سيدني.
- 1 يناير – ابنة نبتون من إخراج Edward Buzzell [الإنجليزية]‏.
- 1 يناير – السيد 880 من إخراج إدموند غولدنغ [الإنجليزية]‏.
- 1 يناير – الوريثة من إخراج ويليام وايلر.
- 1 يناير – بورت أوف نيويورك من إخراج لازلو بينيديك.
- 1 يناير – دخيل في الغبار من إخراج كلارنس براون.
- 1 يناير – ذعر بالشوارع من إخراج إيليا كازان.
- 1 يناير – رسالة لثلاث زوجات من إخراج جوزيف مانكيفيتس.
- 1 يناير – ساحة المعركة من إخراج ويليام آيه. ويلمان.
- 1 يناير – سانسيت بوليفارد من إخراج بيلي وايلدر.
- 1 يناير – سيرانو دي برجراك من إخراج مايكل غوردون.
- 1 يناير – شمشون ودليلة من إخراج سيسيل ديميل.
- 1 يناير – قصة ستراتون من إخراج سام وود.
- 1 يناير – كابتن كراي من الولايات المتحدة من إخراج ميتشل ليسن [الإنجليزية]‏.
- 1 يناير – كل رجال الملك من إخراج Robert Rossen [الإنجليزية]‏.
- 1 يناير – كل شيء عن إيف من إخراج جوزيف مانكيفيتس.
- 1 يناير – كنوز الملك سليمان من إخراج أندرو مارتون، كومبتون بينيت.
- 1 يناير – لبست الشريط الأصفر من إخراج جون فورد.
- 1 يناير – نساء صغيرات من إخراج ميرفين لوروا.
- 1 يناير – والد العروس من إخراج فنسنت مينيلي.
- 1 يناير – يوم في المدينة من إخراج ستانلي دونين، جين كيلي.
- 11 أبريل – السيد فيردو من إخراج تشارلي تشابلن.
- 22 يونيو – جزيرة الكنز من إخراج بايرون هاسكين [الإنجليزية]‏.
- 21 يوليو – السهم المكسور من إخراج دلمير دافيس.
- 24 يوليو – أبوت وكوستيلو في الفيلق الخارجية من إخراج تشارلز لامونت.
- 13 أكتوبر – هارفي من إخراج هنري كوستر.
- 25 ديسمبر – ولدوا بالأمس من إخراج جورج كوكور.

## موسيقى

### أغاني
من الأغاني التي صدرت هذه السنة في الولايات المتحدة:
- 1 ديسمبر – آي توت آي تو أ بودي تات من غناء بيلي ماي (موسيقي)، ميل بلانك.

## كتب
من الكتب التي صدرت هذه السنة في الولايات المتحدة:
- 1 يناير – أنا من تأليف إسحق عظيموف.
- 1 يناير – عبر النهر وبين الأشجار من تأليف إرنست همينغوي.
- 1 يناير – غرباء على القطار من تأليف باتريشا هايسميث.
- 1 يناير – هاريسون لأساسيات الطب الباطني من تأليف تينسلي ر. هاريسون.

## مواليد

### يناير
- 1 يناير – بلير باري أوكيدن
- 1 يناير – بيتر غولد
- 1 يناير – ترافيس غرانت لاعب كرة سلة أمريكي.
- 1 يناير – توماس س. كراجسكي دبلوماسي من الولايات المتحدة الأمريكية.
- 1 يناير – جيمس ديلوري
- 1 يناير – جيمس في هارت كاتب سيناريو أمريكي.
- 1 يناير – ديفيد آدمز جراح من الولايات المتحدة الأمريكية.
- 1 يناير – دينيس ديبارتولو يورك لاعبة هوكي جليد من الولايات المتحدة الأمريكية.
- 1 يناير – فرانكي جي ألفاريز ممثل أمريكي.
- 6 يناير – لويس فريه قاضي أمريكي.
- 9 يناير – ديفيد يوهانسن مغني أمريكي.
- 12 يناير – كلود تيري لاعب كرة سلة أمريكي.
- 16 يناير – ديبي ألن
- 18 يناير – آيزك ستالوورث لاعب كرة سلة أمريكي.
- 21 يناير – جوزيف تانر رائد فضاء أمريكي.
- 21 يناير – غاري لوك دبلوماسي أمريكي.
- 22 يناير – فرانك شايد لاعب كرة سلة أمريكي.
- 23 يناير – ريتشارد دين أندرسون
- 26 يناير – بوب فورد لاعب كرة سلة أمريكي.
- 27 يناير – روس لي لاعب كرة سلة أمريكي.
- 28 يناير – ديفيد هيلمرش رائد فضاء أمريكي.
- 29 يناير – آن جيليان
- 29 يناير – مارف روبرتس لاعب كرة سلة أمريكي.

### فبراير
- 3 فبراير – رون وودروف
- 5 فبراير – جوناثان فريمان
- 6 فبراير – ناتالي كول
- 10 فبراير – مارك سبيتز سباح أمريكي.
- 13 فبراير – وليام والدن
- 16 فبراير – آر دي كول
- 18 فبراير – جون هيوز
- 18 فبراير – سيبيل شيبيرد
- 20 فبراير – والتر بيكر موسيقي أمريكي.
- 22 فبراير – يوليوس إرفينغ لاعب كرة سلة أمريكي.
- 23 فبراير – روجر براون لاعب كرة سلة من الولايات المتحدة الأمريكية.
- 24 فبراير – ريتشارد باندلر عالم نفس أمريكي.
- 24 فبراير – ستيف ماكوري مصور أمريكي.
- 26 فبراير – بيتي آن غروب ستيوارت لاعبة كرة مضرب أمريكية.
- 28 فبراير – توم ريكر لاعب كرة سلة أمريكي.

### مارس
- 4 مارس – ريك بيري سياسي أمريكي.
- 5 مارس – تشارلز دادلي لاعب كرة سلة أمريكي.
- 11 مارس – جيري زاكر مخرج أفلام أمريكي.
- 11 مارس – سراج وهاج
- 13 مارس – تشارلز كروثامر صحفي أمريكي.
- 13 مارس – جورج جونسون ملاكم من الولايات المتحدة الأمريكية.
- 13 مارس – ويليام ميسي
- 15 مارس – بول جيركن لاعب كرة مضرب أمريكي.
- 18 مارس – براد دوريف ممثل أمريكي.
- 20 مارس – ويليام هورت ممثل أمريكي.
- 23 مارس – أنتوني دي لونجيس ممثل أمريكي.
- 26 مارس – آلان سيلفستري موسيقي أمريكي.
- 29 مارس – إد راتليف لاعب كرة سلة من الولايات المتحدة الأمريكية.
- 29 مارس – دينيس وويسيك لاعب كرة سلة أمريكي.
- 30 مارس – جوزيف كالي ممثل أمريكي.
- 30 مارس – لارو مارتن لاعب كرة سلة أمريكي.
- 31 مارس – آرثر ليفينسون عالم أحياء جزيئية من الولايات المتحدة الأمريكية.

### أبريل
- 1 أبريل – صامويل أليتو
- 2 أبريل – لين وستمورلند سياسي من الولايات المتحدة الأمريكية.
- 4 أبريل – دان باتريك سياسي أمريكي.
- 4 أبريل – كريستين لاتي
- 5 أبريل – لويز دولان فيزيائية من الولايات المتحدة الأمريكية.
- 9 أبريل – كينيث كوكريل رائد فضاء أمريكي.
- 11 أبريل – بيل إيروين
- 12 أبريل – ديفيد كاسيدي ممثل وموسيقي أمريكي.
- 13 أبريل – جوزيف بول فرانكلين
- 13 أبريل – رون بيرلمان
- 13 أبريل – ويليام سادلر ممثل أمريكي.
- 14 أبريل – فرانسيس كولينز
- 15 أبريل – إيمي رايت ممثلة أمريكية.
- 15 أبريل - دان سوليفان، رجل أعمال من الولايات المتحدة الأمريكية.
- 16 أبريل – دافيد غراف
- 17 أبريل – كيفن بورتر
- 18 أبريل – إيريك ماكوليامز لاعب كرة سلة أمريكي.
- 18 أبريل – جيم كريتون لاعب كرة سلة أمريكي.
- 18 أبريل – كيني أورتيغا
- 20 أبريل – جين آي كريتز دبلوماسي أمريكي.
- 22 أبريل – روبرت إلسويت مصور سينمائي أمريكي.
- 28 أبريل – جاي لينو
- 28 أبريل – ديك آر بوهرنشتات لاعب كرة مضرب من الولايات المتحدة الأمريكية.

### مايو
- 1 مايو – دان فلوريك
- 7 مايو – تيم روسيرت
- 11 مايو – جون إف. كيلي سياسي أمريكي.
- 12 مايو – بروس بوكسليتنر
- 13 مايو – جو جونستون
- 13 مايو – ستيفي وندر موسيقي أمريكي.
- 14 مايو – جيل ستاين
- 14 مايو – مارك بلوم ممثل أمريكي.
- 15 مايو – نيكولاس هاموند
- 21 مايو – أنطوني غرافتون مؤرِّخ أمريكي.
- 23 مايو – ليندا طومسون
- 23 مايو – وليام بي بر محامي أمريكي.
- 26 مايو – ستيف هوز لاعب كرة سلة أمريكي.
- 28 مايو – كمالا مصارع محترف من الولايات المتحدة الأمريكية.
- 31 مايو – غريغوري هاريسون ممثل أمريكي.

### يونيو
- 4 يونيو – جورج نوري
- 6 يونيو – أندرو نابوليتانو
- 7 يونيو – غاري غراهام ممثل أمريكي.
- 7 يونيو – هوارد فينكل
- 8 يونيو – كاثي بيكر ممثلة أمريكية.
- 10 يونيو – جون جيانلي لاعب كرة سلة أمريكي.
- 13 يونيو – فريد بويد لاعب كرة سلة أمريكي.
- 16 يونيو – رولاند غاريت لاعب كرة سلة من الولايات المتحدة الأمريكية.
- 16 يونيو – ميكي ديفيس لاعب كرة سلة أمريكي.
- 18 يونيو – مايك جوهانس سياسي أمريكي.
- 19 يونيو – آن ويلسن
- 24 يونيو – نانسي ألين ممثلة أمريكية.
- 27 يونيو – كينيث مارشال ممثل أمريكي.
- 29 يونيو – بوني ماك الفين-هانتر دبلوماسية أمريكية.

### يوليو
- 3 يوليو – جون هامر عالم سياسة من الولايات المتحدة الأمريكية.
- 4 يوليو – ستيفن ساسون مخترع الكاميرا الرقمية الثابتة في عام 1975.
- 11 يوليو – بروس ماكجيل
- 13 يوليو – جورج نيلسون رائد فضاء أمريكي.
- 13 يوليو – ديفيد دوك سياسي أمريكي.
- 16 يوليو – ليندا سميث سياسية أمريكية.
- 18 يوليو – مارك ساودر سياسي أمريكي.
- 18 يوليو – مايك غيل لاعب كرة سلة أمريكي.
- 20 يوليو – نيك وذرسبون لاعب كرة سلة أمريكي.
- 21 يوليو – جوردن كلارك ممثل أمريكي.
- 22 فبراير – يوليوس إرفينغ لاعب كرة سلة أمريكي.
- 22 يوليو – فريد ماكنير لاعب كرة مضرب من الولايات المتحدة الأمريكية.
- 23 يوليو – ليون بينبو لاعب كرة سلة أمريكي.
- 26 يوليو – بول ماكهيل سياسي أمريكي.
- 31 يوليو – آرثر ميتشيل سياسي كندي.

### أغسطس
- 1 أغسطس – جون ليهاي
- 1 أغسطس – ستيف بريسي لاعب كرة سلة من الولايات المتحدة الأمريكية.
- 2 أغسطس – ريتشارد أ. كودي
- 2 أغسطس – كاثرين هارولد ممثلة أمريكية.
- 3 أغسطس – جون لانديس
- 4 أغسطس – كالدويل جونز لاعب كرة سلة أمريكي.
- 6 أغسطس – دوريان هاروود ممثل أمريكي.
- 7 أغسطس – ألان كييس سياسي أمريكي.
- 10 أغسطس – دون بوز لاعب كرة سلة من الولايات المتحدة الأمريكية.
- 11 أغسطس – ستيف وزنياك
- 11 أغسطس – شارلين بارشيفسكي
- 12 أغسطس – جورج ماكغينيس لاعب كرة سلة أمريكي.
- 12 أغسطس – جيم بيفر ممثل أمريكي.
- 21 أغسطس – آرثر هيرمان بريمر سياسي من الولايات المتحدة الأمريكية.
- 22 أغسطس – لويس ليبي سياسي أمريكي.
- 24 أغسطس – بوب ناش
- 27 أغسطس – تشارلز فليشر
- 31 أغسطس – ديفين باتلي

### سبتمبر
- 1 سبتمبر – فيل ماكجراو
- 2 سبتمبر – روزانا ديسوتو ممثلة أمريكية.
- 5 سبتمبر – جوبي رايت
- 6 سبتمبر – كاميرون كيري سياسي أمريكي.
- 7 سبتمبر – بيغي نونان كاتبة وصحفية أمريكية.
- 7 سبتمبر – جولي كافنر
- 8 سبتمبر – جيمس ماتيس
- 9 سبتمبر – ستيف داونينغ لاعب كرة سلة أمريكي.
- 11 سبتمبر – ايمي ماديجان
- 11 سبتمبر – بول مكراكن لاعب كرة سلة أمريكي.
- 11 سبتمبر – جوني نيومان
- 11 سبتمبر – فرانك كندريك لاعب كرة سلة أمريكي.
- 20 سبتمبر – ديف فارجيك لاعب كرة سلة أمريكي.
- 21 سبتمبر – بيل موري
- 25 سبتمبر – إي سي كولمان لاعب كرة سلة أمريكي.
- 27 سبتمبر – تشاك تيري لاعب كرة سلة أمريكي.

### أكتوبر
- 1 أكتوبر – راندي كويد ممثل أمريكي.
- 4 أكتوبر – فيل برونستين صحفي أمريكي.
- 5 أكتوبر – جيف كوناواي ممثل أمريكي.
- 6 أكتوبر – ديفيد برين
- 9 أكتوبر – جودي ويليامز
- 9 أكتوبر – غاري فرانك ممثل أمريكي.
- 10 أكتوبر – نورا روبرتس
- 12 أكتوبر – بول أوتيليني الرئيس السابق والمدير التنفيذي لشركة إنتل.
- 12 أكتوبر – ديف فرودنثال سياسي أمريكي.
- 14 أكتوبر – شيلا يونغ
- 19 أكتوبر – لوك ويت لاعب كرة سلة أمريكي.
- 19 أكتوبر – مايك بار لاعب كرة سلة أمريكي.
- 20 أكتوبر – توم بيتي موسيقي أمريكي.
- 21 أكتوبر – رونالد ماكنير رائد فضاء أمريكي.
- 21 أكتوبر – ليندا تورو لاعبة كرة مضرب أمريكية.
- 24 أكتوبر – كارلتون موريس كافيس فيزيائي أمريكي.
- 25 أكتوبر – مارك تايلور ممثل أمريكي.
- 27 أكتوبر – ريتشارد كلارك كاتب من الولايات المتحدة الأمريكية.
- 30 أكتوبر – فيل شينيه لاعب كرة سلة أمريكي.
- 31 أكتوبر – جولي أي كارنس
- 31 أكتوبر – فرانك سيلفا ممثل أمريكي.

### نوفمبر
- 1 نوفمبر – روبرت لافلين فيزيائي أمريكي.
- 1 نوفمبر – كوركي كالهون لاعب كرة سلة أمريكي.
- 3 نوفمبر – جيمس روثمان
- 7 نوفمبر – أليكسا كانادي
- 9 نوفمبر – ميل ديفيس لاعب كرة سلة أمريكي.
- 9 نوفمبر – وليام شاباس أكاديمي كندي.
- 10 نوفمبر – بوب أورتن الابن مصارع محترف من الولايات المتحدة الأمريكية.
- 11 نوفمبر – رون رايلي لاعب كرة سلة من الولايات المتحدة الأمريكية.
- 11 نوفمبر – سوزان أنطون
- 13 نوفمبر – مارك سيبلي لاعب كرة سلة أمريكي.
- 19 نوفمبر – مايكل بوسنر
- 23 نوفمبر – تشاك شومر سياسي من الولايات المتحدة الأمريكية.
- 28 نوفمبر – إد هاريس ممثل ومخرج أمريكي.
- 28 نوفمبر – راسل هالس عالم فلك أمريكي.
- 29 نوفمبر – بيتر هوتن
- 30 نوفمبر – بول ويستفال

### ديسمبر
- 3 ديسمبر – إيسا هاتشينسون سياسي أمريكي.
- 6 ديسمبر – ثوم باري ممثل أمريكي.
- 9 ديسمبر – أوين ويلز لاعب كرة سلة أمريكي.
- 10 ديسمبر – لويد نيل لاعب كرة سلة من الولايات المتحدة الأمريكية.
- 11 ديسمبر – ديفيد د. ماكيرنان عسكري من الولايات المتحدة الأمريكية.
- 11 ديسمبر – كريستينا أوناسيس
- 12 ديسمبر – إيريك ماسكين اقتصادي من الولايات المتحدة الأمريكية.
- 13 ديسمبر – توم فيلساك سياسي أمريكي.
- 13 ديسمبر – ليندسي جينتر ممثل أمريكي.
- 21 ديسمبر – جيفري كاتزنبرج منتج أفلام أمريكي.
- 25 ديسمبر – كارل روف
- 29 ديسمبر – جون بوليتو ممثل أمريكي.

## وفيات

### يناير
- 1 يناير – بيفان شاربلس (مواليد 1904) عالم فلك أمريكي.
- 17 يناير – هنري جوستين الن (مواليد 1868) سياسي أمريكي.
- 22 يناير – آلان هيل سينيور (مواليد 1892)

### فبراير
- 4 فبراير – هانك بيل (مواليد 1892) ممثل من الولايات المتحدة الأمريكية.
- 14 فبراير – كارل جانسكي (مواليد 1905) عالم فلك أمريكي.
- 24 فبراير – إرفينج باتشيلر (مواليد 1859) روائي وصحفي أمريكي.
- 25 فبراير – جورج مينوت (مواليد 1885) طبيب أمريكي.

### مارس
- 5 مارس – إدجار لي ماسترز (مواليد 1868) كاتب أمريكي.
- 5 مارس – سيد غرومان (مواليد 1879)
- 19 مارس – إدغار رايس بوروس (مواليد 1875) كاتب أمريكي.

### أبريل
- 1 أبريل – تشارلز درو (مواليد 1904)
- 8 أبريل – أنتوني فيالا (مواليد 1869) مستكشف أمريكي.
- 11 أبريل – بينبردج كولبي (مواليد 1869) سياسي أمريكي.
- 26 أبريل – جورج موراي هولبرت (مواليد 1881) سياسي أمريكي.
- 27 أبريل – هوبارت كافانو (مواليد 1886) ممثل أمريكي.

### يوليو
- 8 يوليو – هيلين هولمز (مواليد 1893) ممثلة أمريكية.
- 19 يوليو – فورست شريف (مواليد 1878) عالم نبات أمريكي.

### أغسطس
- 23 أغسطس – ريتشارد بارك (مواليد 1893) لاعب زلاجة جماعية من الولايات المتحدة الأمريكية.

### سبتمبر
- 2 سبتمبر – فرانك غراهام (مواليد 1914)
- 10 سبتمبر – جو بوردو (مواليد 1886) ممثل من الولايات المتحدة الأمريكية.
- 16 سبتمبر – بيدرو دي كوردوبا (مواليد 1881)
- 22 سبتمبر – مريت ليندن فرنالد (مواليد 1873) عالم نبات أمريكي.

### أكتوبر
- 19 أكتوبر – إدنا سانت فنسنت ميلاي (مواليد 1892) شاعرة أمريكية.
- 20 أكتوبر – هنري ستيمسون (مواليد 1867) سياسي أمريكي.
- 29 أكتوبر – موريس كوستيلو (مواليد 1877)
- 29 أكتوبر – ويليس كارير (مواليد 1876)

### ديسمبر
- 10 ديسمبر – جاك باكسلي (مواليد 1884) ممثل أمريكي.
- 21 ديسمبر – ادوين فوستر كودينجتون (مواليد 1870) عالم فلك أمريكي.
- 21 ديسمبر – هاتي أوفيليا وايات كاراوي (مواليد 1878) سياسية من الولايات المتحدة الأمريكية.
- 28 ديسمبر – وليام جارود (مواليد 1884)
- 30 ديسمبر – آرثر ديفيدسون (مواليد 1881)